# Natioro
Die Sprache Natioro (auch koo’ra, natjoro und natyoro genannt; ISO 639-3: nti) ist eine Gursprache aus der Niger-Kongo-Sprachfamilie, die von insgesamt 2.400 Personen in der Provinz Léraba von Burkina Faso gesprochen wird.
Das Zentrum der Sprecher ist die Stadt Sindou, sowie die Siedlungen Dinaoro, Timba und Kawara.
Mit der Sprache Wara [wbf] in Burkina Faso bildet das Natioro die Untergruppe Wara-Natioro. Sie hat zwei Dialekte: Kaouara-timba-sindou-koroni und Ginaourou. Die gleichnamige Volksgruppe, die diese Sprache spricht, ist mit den Jula benachbart und verwendet daher auch das Dioula. Daher sind viele Sprecher zweisprachig. Allerdings verwenden die Sprecher zumeist die französische Sprache – die Amtssprache Burkina Fasos –, sodass in absehbarer Zeit die Volksgruppe Natioro nur noch einsprachig Französisch beherrschen wird.